# Mónada (teoría de categorías)
En Teoría de categorías, una rama de matemáticas, una mónada (también llamada terna, tríada, construcción estándar o construcción fundamental) es un endofunctor (un functor desde una categoría hacia ella misma), junto con dos transformaciones naturales. Las mónadas son utilizadas en la teoría de pares de functores adjuntos, y  generalizan los operadores de clausura en conjuntos parcialmente ordenados  a categorías arbitrarias.

## Introducción
Si {\displaystyle F} y {\displaystyle G} son un par de funtores adjuntos, con {\displaystyle F} adjunto izquierdo a G, entonces la composición {\displaystyle G\circ F} es una mónada. 
Por tanto, una mónada es un endofunctor.
Si F y G son funtores inversos, la correspondiente mónada es el functor identidad. En general, las adjunciones no son equivalencias; relacionan categorías de naturalezas diferentes. La teoría de mónadas es relevante como parte del esfuerzo por capturar qué es lo que preservan las adjunciones. La otra mitad de la teoría, sobre qué puede ser aprendido de la misma forma pero considerando {\displaystyle F\circ G} constituye la teoría dual de comónadas.
Los axiomas de una mónada pueden verse en un ejemplo simple: sea {\displaystyle G} el funtor de olvido de la categoría Grp de grupos a la categoría Set de conjuntos.  Sea entonces {\displaystyle F} el funtor  libre.
Esto significa que la mónada
{\displaystyle T=G\circ F}
toma un conjunto {\displaystyle X} y devuelve el conjunto subyacente del grupo libre sobre él, 
{\displaystyle \mathrm {Free} (X)}.  En esta situación, nos han dado dos morfismos naturales:
{\displaystyle X\rightarrow T(X)}
que se obtiene incluyendo cualquier conjunto {\displaystyle X} en el conjunto {\displaystyle \mathrm {Free} (X)} de manera natural, como cadenas de longitud 1.  Y además,
{\displaystyle T(T(X))\rightarrow T(X)}
que puede obtenerse de manera natural como una concatenación o 'aplanado' de 'cadenas de cadenas'.  Esto nos deja dos transformaciones naturales
{\displaystyle I\rightarrow T}
y
{\displaystyle T\circ T\rightarrow T}
Que satisfarán algunos axiomas sobre identidad y asociatividad resultantes de las propiedades de la adjunción.
Otro ejemplo se tiene cuando {\displaystyle T} es el endofuntor en la categoría de los espacios vectoriales que lleva un espacio vectorial {\displaystyle V} a su álgebra tensorial {\displaystyle T(V)}, y que lleva las aplicaciones lineales a su producto tensor. Tenemos entonces transformaciones naturales correspondiendo a la incrustación de V en su álgebra tensorial, y una transformación natural correspondiendo a la aplicación desde {\displaystyle T(T(V))} a {\displaystyle T(V)} que se obtiene simplemente expandiendo todos los productos tensoriales. Estas satisfacen los axiomas de mónada.
Cada mónada surge desde alguna adjunción, de hecho, típicamente desde varias adjunciones.  Las dos construcciones introducidas anteriormente, la categoría de Kleisli y la categoría de álgebras de Eilenberg-Moore, son soluciones extremas al problema de construir una adjunción que da lugar a una cierta mónada.

## Definición formal
Si {\displaystyle C} es una categoría, una mónada en {\displaystyle C} consiste en un endofuntor {\displaystyle T\colon C\to C} junto a dos transformaciones naturales: {\displaystyle \eta \colon 1_{C}\to T} (donde {\displaystyle 1_{C}} denota el funtor identidad en {\displaystyle C}) y {\displaystyle \mu \colon T^{2}\to T} (donde {\displaystyle T^{2}} es el funtor {\displaystyle T\circ T}, de {\displaystyle C} a {\displaystyle C}).  A los que se les requiere que cumplan las siguientes condiciones (a veces llamadas condiciones de coherencia): 
- {\displaystyle \mu \circ T\mu =\mu \circ \mu T} (como transformaciones naturales {\displaystyle T^{3}\to T});
- {\displaystyle \mu \circ T\eta =\mu \circ \eta T=1_{T}} (como transformaciones naturales {\displaystyle T\to T}; aquí {\displaystyle 1_{T}} denota la transformación identidad desde {\displaystyle T} a {\displaystyle T}).

Podemos reescribir esas condiciones usando los siguientes diagramas conmutativos:
|  |  |  |

Véase el artículo sobre transformaciones naturales para una explicación de las notaciones {\displaystyle T\mu }  y {\displaystyle \mu T}, o véanse los siguientes diagramas, que no usan esa notación:
|  |  |  |

El primer axioma es similar a la asociatividad en monoides, el segundo axioma a la existencia de un elemento identidad.  De hecho, una mónada en {\displaystyle C} puede ser definida de forma alternativa como un monoide en la categoría {\displaystyle \mathbf {End} _{C}} cuyos objetos son los endofuntores de {\displaystyle C} y cuyos morfismos son las transformaciones naturales entre ellos, con la estructura monoidal inducida por la operación de composición entre endofuntores.

## Usos
Las mónadas son usadas en programación funcional para expresar algunos tipos de computación secuencial (incluyendo en ocasiones efectos secundarios). Véase el artículo sobre mónadas en programación funcional.